# Halenia palmeri
Halenia palmeri är en gentianaväxtart som beskrevs av Asa Gray. Halenia palmeri ingår i släktet Halenia och familjen gentianaväxter. Inga underarter finns listade i Catalogue of Life.